# Fagraea carnosa
Fagraea carnosa là một loài thực vật có hoa trong họ Long đởm. Loài này được Jack mô tả khoa học đầu tiên năm 1822.